# Brenda Petzold
Brenda Petzold (ur. 6 sierpnia 1973 w Lawrence) – amerykańska narciarka, specjalistka narciarstwa dowolnego. Najlepszy wynik na mistrzostwach świata osiągnęła podczas mistrzostw w Meiringen, gdzie zajęła 10. miejsce w skokach akrobatycznych. Zajęła także 17. miejsce w tej samej konkurencji na igrzyskach olimpijskich w Salt Lake City. Najlepsze wyniki w Pucharze Świata osiągnęła w sezonie 2000/2001, kiedy to zajęła 14. miejsce w klasyfikacji generalnej, a w klasyfikacji skoków akrobatycznych była ósma.
W 2002 r. zakończyła karierę.

## Sukcesy

### Igrzyska olimpijskie
| Miejsce | Dzień     | Rok  | Miejscowość    | Konkurencja        | Zwycięzca     |
| ------- | --------- | ---- | -------------- | ------------------ | ------------- |
| 17.     | 18 lutego | 2002 | Salt Lake City | Skoki akrobatyczne | Alisa Camplin |

### Mistrzostwa Świata
| Miejsce | Dzień       | Rok  | Miejscowość | Konkurencja        | Zwycięzca      |
| ------- | ----------- | ---- | ----------- | ------------------ | -------------- |
| 10.     | 13 marca    | 1999 | Meiringen   | Skoki akrobatyczne | Jacqui Cooper  |
| 18.     | 20 stycznia | 2001 | Whistler    | Skoki akrobatyczne | Veronika Bauer |

### Puchar Świata

#### Miejsca w klasyfikacji generalnej
- 1994/1995 – 85.
- 1995/1996 – 38.
- 1996/1997 – 66.
- 1997/1998 – 52.
- 1998/1999 – 17.
- 1999/2000 – 15.
- 2000/2001 – 14.
- 2001/2002 – -

#### Miejsca na podium
1. Altenmarkt – 9 lutego 1999 (Skoki akrobatyczne) – 3. miejsce